# 馬德里地鐵3號線
馬德里地鐵3號線（西班牙語：Línea 3）是馬德里地鐵的一條路線，在西班牙內戰開始前幾天的1936年8月開始來往太陽站至金合歡/大使站。1941年延長至阿奎耶斯站，1949年延長至德里西亞站，1951年延長至黎牙實比站，1963年延長至蒙克羅亞站，2007年延長至上綠城站。2006年，月台延長至90公尺以停靠6節長3000型列車。在這個過程中，所有車站都現代化重建，令原段的3號線有一個新面貌。蒙克羅亞站在在6號線旁邊重建，以便轉乘。